# 于尔根·埃舍特
于尔根·埃舍特（德語：Jürgen Eschert，1941年8月24日—），德国男子皮划艇运动员。他曾代表德国联队参加1964年夏季奥林匹克运动会皮划艇比赛，获得男子单人划艇1000米金牌。